# Nana Gualdi
Nana Gualdi, nom de scène d'Adriana Menke (née le 29 avril 1932 à Bâle, morte le 11 juillet 2007 à Sankt Ulrich am Pillersee) est une chanteuse et actrice germano-italienne.

## Biographie
Son père, le maître de chapelle Emilio Gualdi, est Italien, sa mère Carmen Kloth (sœur cadette de Maria Kloth). En 1954, elle est brièvement mariée à Joe Menke, avec qui elle a son fils Thomas. Son fils Bernard (né en 1958) vient de la liaison avec Benny de Weille.
Nana Gualdi commence à être chanteuse à 15 ans. Elle se forme au chant et à la danse et suit des cours de théâtre à Hambourg. Afin d'améliorer son argent de poche, elle chanté du schlager et perd sa bourse en raison d'un "comportement inapproprié". Au début des années 1950, elle fait des enregistrements radio pour la NWDR. Plus tard, elle chante dans le Hansen Quartet et dans les "Starlets", une chorale d'accompagnement d'artistes tels que Vico Torriani ou Gerhard Wendland. Son premier single Wenn du mir was tust, tu mir was Liebes an sort en 1954. En 1955, elle a son premier contrat d'enregistrement, mais au début, elle n'a pas un grand succès.
Avec Junge Leute brauchen Liebe, reprise en allemand de Everybody Loves A Lover de Doris Day, elle a son plus grand succès en 1958.
En plus de ses enregistrements solo, elle fait des duos avec Alexander King, Werner Overheidt et Owen Williams. En 1959, elle intreprète les trois voix d'une chanson et se fait passer pour un groupe Die Adrias, mais la chanson n'est pas un succès. Au début des années 1960, elle apparaît à nouveau sous le nom de "Monika and Peter" (avec Kurt Stephan) avec la chanson folklorique Drei weiße Birken. Cette chanson est un grand succès, bien qu'on se souvienne mieux d'enregistrements ultérieurs d'autres artistes (par exemple Hellberg-Duo).
Elle participe pour représenter l'Allemagne au Concours Eurovision de la chanson 1965 avec la chanson Wunder, die nie geschehen ; elle finit troisième des six participants.
Malgré l'absence de nouveaux succès, elle apparaît à la télévision jusque dans les années 1990 pour chanter ses succès d'antan.
Dans les années 1980, elle est surtout actrice. Elle à joue à Hambourg, au St. Pauli Theater, au Ernst-Deutsch-Theater et à la Kleine Komödie. En 1991, elle devient professeur de chant à la Sängerakademie Hamburg. Dans les années 1990, elle est active dans les théâtres (par exemple au Renitenztheater à Stuttgart), tandis qu'elle est également artiste et chanteuse au Theater Madame Lothar à Brême, comme en juin 2002 à l'occasion du dixième anniversaire du théâtre de travestis. À partir du 4 septembre 1994, elle incarne Jacqueline lors de la première à Hambourg de la comédie musicale La Cage aux Folles pour la réouverture du théâtre DELPHI.
En 1997, elle reçoit la médaille Biermann-Ratjen de la ville de Hambourg pour sa carrière.

## Source de la traduction
- (de) Cet article est partiellement ou en totalité issu de l’article de Wikipédia en allemand intitulé « Nana Gualdi » (voir la liste des auteurs).

1. ↑  « Nana Gualdi », sur bear-family.fr (consulté le 30 mai 2020)